# Achthoven (Vijfheerenlanden)
Achthoven is een buurtschap in de gemeente Vijfheerenlanden, in de Nederlandse provincie Utrecht.
De buurtschap is gelegen in Polder Achthoven langs en parallel aan de Lek. De lintvormige buurtschap ligt nabij een aantal boomkwekerijen. Achthoven ligt ongeveer vier kilometer hemelsbreed ten westen van Lexmond en vier kilometer ten noordoosten van Ameide.
Bij Achthoven is er een sterk hoogteverschil omdat aan de ene kant de dijk bij de Lek ligt, die ongeveer 6,6 meter boven NAP is, maar aan de andere kant in de polder is de hoogte zo goed als op zeeniveau.
Vlak bij Achthoven, ongeveer hemelsbreed anderhalve kilometer naar het zuidoosten, bevindt zich eendenkooi Achthoven. Ten westen van Achthoven bevindt zich eendenkooi De Kuilen. Een binnendijkse wiel, dat ontstaan is in 1740 door een dijkdoorbraak. Deze eendenkooi is niet meer in gebruik.

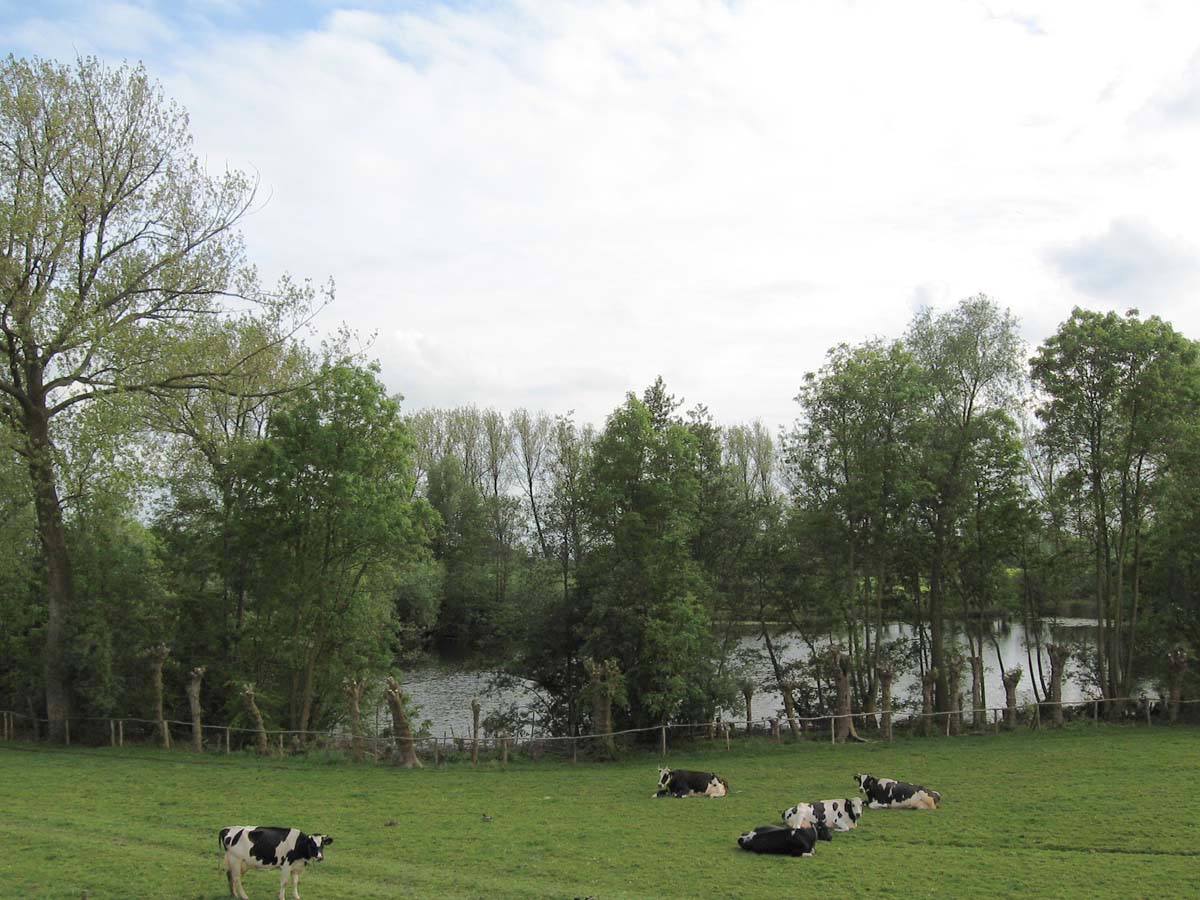
Eendenkooi De Kuilen gezien vanaf de dijk

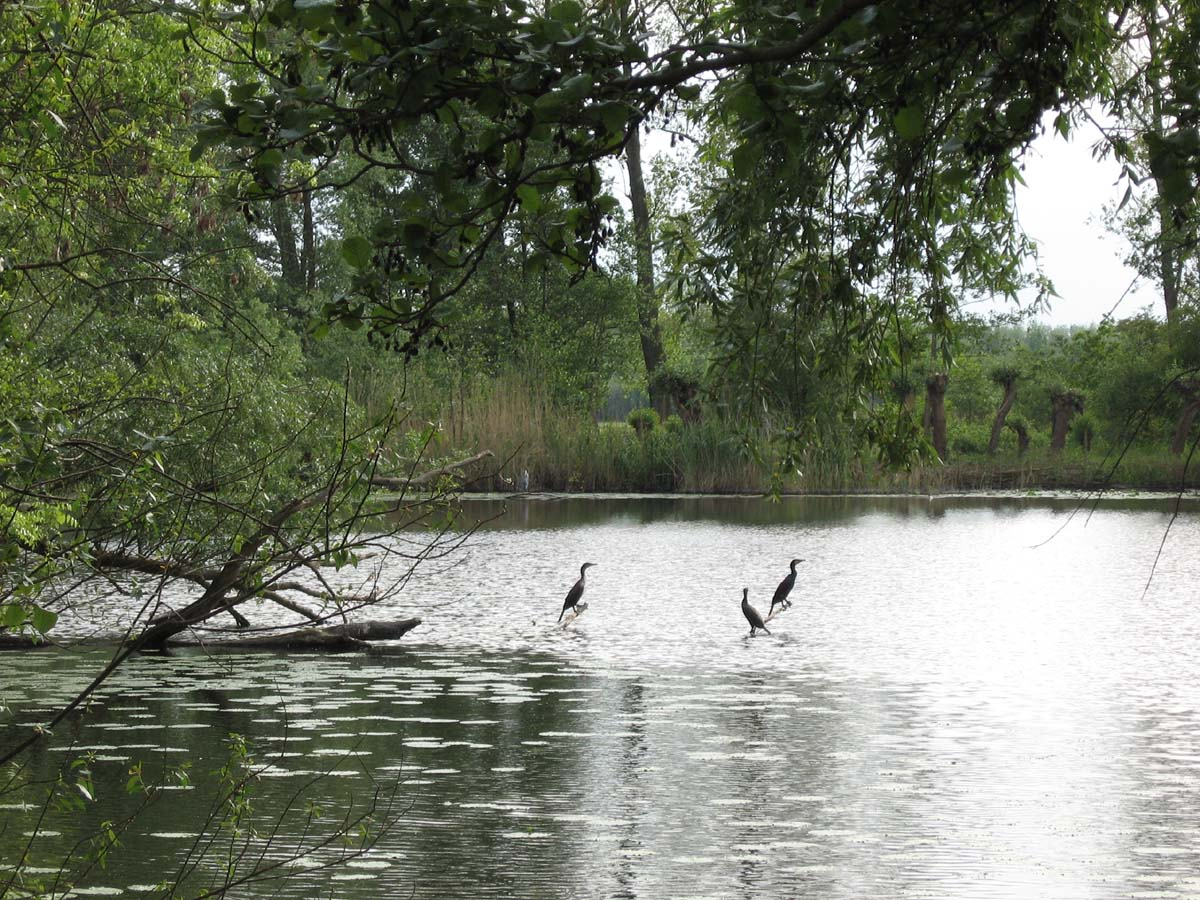
Aalscholvers in eendenkooi De Kuilen

Steden: Ameide · Leerdam · Vianen      Dorpen: Everdingen · Hagestein · Hei- en Boeicop · Hoef en Haag · Kedichem · Leerbroek · Lexmond · Meerkerk · Nieuwland · Schoonrewoerd · Tienhoven aan de Lek · Zijderveld
Buurtschappen: Achterdijk · Achthoven · Broek · Diefdijk (Vijfheerenlanden) · Diefdijk (Vijfheerenlanden en West Betuwe) · Geer · Helsdingen · Hoogeind · Hoogewaard · Kortenhoeven · Kortgerecht · Lakerveld · Middelkoop · Loosdorp · Oosterwijk · Ossenwaard · Overboeicop · Overheicop · Sluis · Tienhoven (Everdingen) · Weverwijk
Utrecht: Steden en dorpen in Utrecht      Nederland: Provincies · Gemeenten